# Лёгкие крейсера типа «Магдебург»
Лёгкие крейсера типа «Магдебург» — тип крейсеров германского императорского флота времён Первой мировой войны. Первые полноценные лёгкие крейсера Германии. Являлись развитием малых крейсеров типа «Кольберг». Построено 4 единицы: «Магдебург» (SMS Magdeburg), «Бреслау» (SMS Breslau), «Штральзунд» (SMS Stralsund), «Страссбург» (SMS Straßburg). Все четыре крейсера принимали активное участие в боевых действиях, и именно крейсера этой серии, открыли и закрыли счёт боевых потерь немецких лёгких крейсеров в Первой мировой войне. Первым стал «Магдебург», выскочивший на камни и уничтоженный внутренним взрывом 23 августа 1914 года. Последним — «Бреслау», подорвавшийся на мине в Эгейском море 25 января 1918 года. «Штральзунд» и «Страсбург» уцелели и после поражения Германии вошли под новыми названиями в состав французского и итальянского флотов: первый стал именоваться «Мюлузом», второй «Таранто». Их усовершенствованным вариантом стали лёгкие крейсера типа «Карлсруэ».

## Проектирование
На кораблях данной серии продолжились эксперименты по отработке оптимальной энергетической установки и количества гребных валов: «Магдебург» и «Штральзунд» имели 3 турбины и три винта, «Бреслау» — 2 турбины и четыре винта, «Страссбург» — 2 турбины и два винта. Проектная скорость для крейсеров была одинакова: 27 узлов при мощности механизмов 25 000 л. с.
Впервые немцы включили броневой пояс в силовую схему корпуса, что позволило заметно снизить общую массу. Кроме того, набор корпуса производился по так называемой продольной системе.
До этого продольную систему набора если и применяли, то для небольших боевых кораблей (исключение составлял британский пароход Грейт Истерн), в основном эсминцев.
Немецким инженерам удалось решить все проблемы, причём настолько успешно, что использование брони в конструкции корпуса и продольная система набора постепенно стали стандартными на всех флотах.

## Конструкция

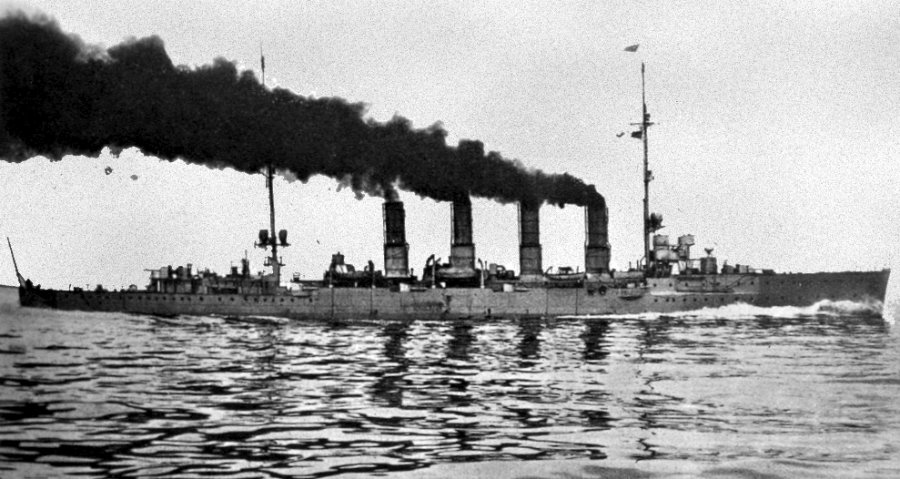
SMS Breslau

Крейсера были спроектированы под руководством старшего кораблестроителя доктора Ханса Бюкнера.
Первое, самое заметное изменение — форма корпуса. В прошлое ушли все «отголоски французской моды» вроде плавных форм таранных образований или завала бортов. Крейсера типа «Магдебург» получили корпус, образованный большими плоскими поверхностями вертикальных бортов, прямой наклонный форштевень вместо округлого «бивня» и высокий полубак.
Это первые в Германии малые крейсера нового типа, отличавшиеся от прежних, чисто бронепалубных, тем, что они, кроме броневой палубы, имели броневой пояс по ватерлинии. От своих предшественников они так же отличались увеличенным до 50 см (против прежних 45 см) калибром торпед и повышенным полным запасом угля (1200 т вместо 960 т).
Крейсера имел нормальное водоизмещение 4570 т, всего на 200 т больше чем предшественники, длину 136 м по ватерлинии, ширину 13,5 м, осадку 5,1 м. Главные механизмы включали турбины общей мощностью 25 000 л. с., 16 котлов военно-морского типа в четырёх котельных отделениях. Проектная скорость хода достигала 27 узлов, дальность плавания 5820 миль на ходу 12 узлов и 900 на 25.

### Вооружение
Главный калибр состоял из двенадцати 10,5 см SK L/45 орудий в одиночных установках. Два из них были помещены бок о бок впереди на баке, восемь расположены в средней части судна, четыре с каждой стороны, и два помещены бок о бок на корме. Пушки имели максимальную дальность до 12 700 м. Боекомплект составлял 1800 выстрелов. Крейсера были также оснащены двумя 50 см траверсными подводными торпедными аппаратами с общим запасом из пяти торпед. Кроме того крейсера могли принимать до 120 морских мин.

### Бронирование
Броневой пояс был протяжённый (более 3/4 длины), хотя и довольно узкий из 60-мм никелевой брони, дальше носовой части он имел толщину 18 мм, в кормовой отсутствовал, горизонтальный участок броневой палубы (кроме кормовой оконечности) имел толщину 20 мм никелевой брони, скосы имели толщину 40 мм. Высота главного пояса составляла 2,6 м при нормальной осадке 1,3 метра уходило под воду. Чуть сзади начала главного пояса походил 40 мм носовой траверз. Кормовая оконечность защищалась 40 мм палубой и 60 мм скосами. Боевая рубка имела толщину стенок из 100 мм крупповской брони, а стальную 20 мм крышу из никелевой брони. Орудия главного калибра прикрывались щитами толщиной 50 мм. Дальномер прикрывался 30 мм бронёй.

### Цена
Средняя стоимость одного крейсера составила 7,77 миллиона марок, меньше, чем у предыдущей бронепалубной четвёрки. На снижение стоимости повлияло упрощение конструкции и снижение цены турбоагрегатов, освоенных германской промышленностью.

## Служба
| Название     | Заложен  | Спущен на воду       | Введен в строй       |
| ------------ | -------- | -------------------- | -------------------- |
| «Магдебург»  | 1910 год | 13 мая 1911 года     | 2 августа 1912 года  |
| «Бреслау»    | 1910 год | 18 мая 1911 года     | 10 мая 1912 года     |
| «Штральзунд» | 1910 год | 4 ноября 1911 года   | 10 декабря 1912 года |
| «Страссбург» | 1910 год | 24 августа 1911 года | 9 октября 1912 года  |

### Магдебург

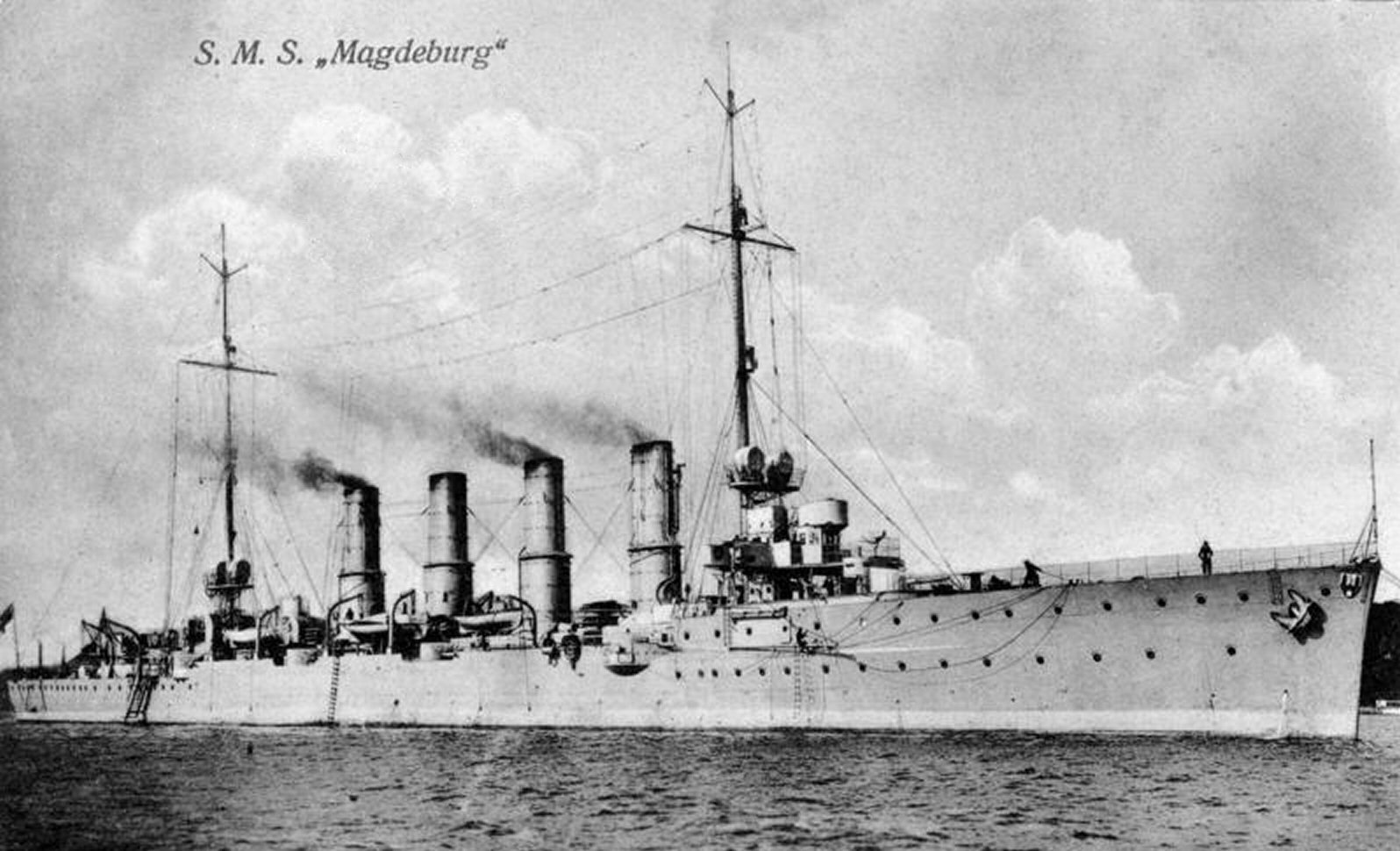
SMS Magdeburg

Крейсер «Магдебург» был заложен компанией «Везер» на верфях в городе Бремен в 1910 году. Спуск на воду состоялся 13 мая 1911 года, введён в состав флота 20 августа 1912 года. Использовался в качестве учебного корабля для минеров. После начала войны — в составе флота Балтийского моря. В течение первых недель войны крейсер осуществлял бомбардировки и постановку мин возле Либавы. В дальнейшем был послан в Финский залив, где 26 августа 1914 года в тумане сел на камни у острова Оденхольм. Попытки спасти корабль закончились неудачей. Из-за невозможности спасти крейсер был подорван своим экипажем и добит подошедшими русскими крейсерами. Немецкие суда успели снять часть экипажа, но затем были отогнаны огнём русских судов.
«Магдебург» стал первым немецким лёгким крейсером, погибшим в мировую войну. Корпус корабля долгие годы находился в точке с координатами 59°18′ с. ш. 23°21′ в. д..

### Бреслау

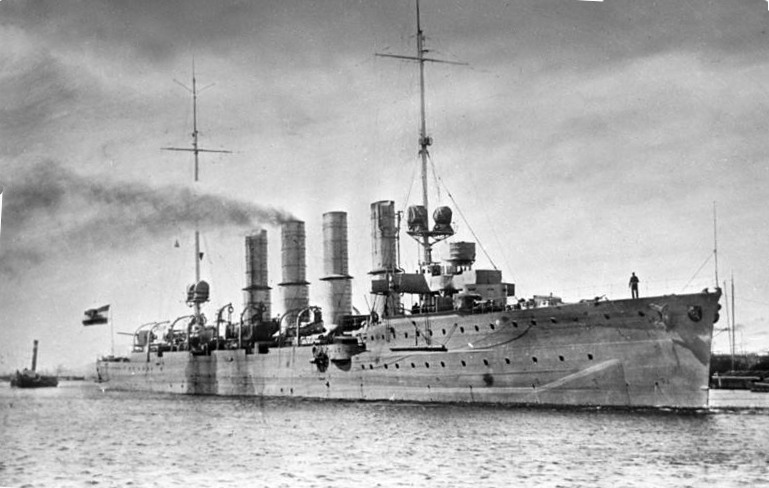
SMS Breslau

«Бреслау» построен на верфи «Вулкан» (Штеттин). Заложен в 1910 году, спущен на воду 18 мая 1911 года. Вошел в состав флота 10 мая 1912 года. С 1912 года в составе Средиземноморской крейсерской эскадры.
8 августа Гёбен и Бреслау встретились, вблизи города Наксос, а через два дня они вошли в Дарданеллы. Чтобы соблюсти требования нейтралитета, Германия 16 августа передала оба корабля в Османскую флоту, хотя скорее всего, продажа была просто уловка. 23 сентября, Сушон принял предложение командовать турецким флотом. «Бреслау» был переименован «Мидилли», а «Гёбен» был переименован «Султан Явуз Селим»; их немецкие экипажи оставались на кораблях и надел османские форму и фески. Так «Бреслау» оказался в центре политической акции, в которой два корабля во главе с незаурядным и деятельным адмиралом сумели оживить и резко усилить в Турции прогерманские настроения и, несмотря на действия английского, русского, французского и американского послов, вовлекли Турцию в войну против Антанты.
В первом бою «Гёбена» с русским флотом 18 ноября вблизи мыса Сарыч «Бреслау» оставался вне досягаемости огня русских кораблей. 5—7 декабря прикрывал акцию с высадкой у Сулины доставленных транспортом 24 диверсантов, одетых в русскую форму. После этого «Бреслау» успел обстрелять под Севастополем русские тральщики, избежав попаданий бомб атаковавших его гидросамолетов.
20 января 1918 года крейсер подорвался сразу на пяти английских минах и затонул. Вместе с крейсером погибло 330 человек. Могила «Бреслау» — последнего легкого крейсера Германии, погибшего в 1-ю мировую войну — 40°05′ с. ш. 26°02′ в. д..

### Страссбург

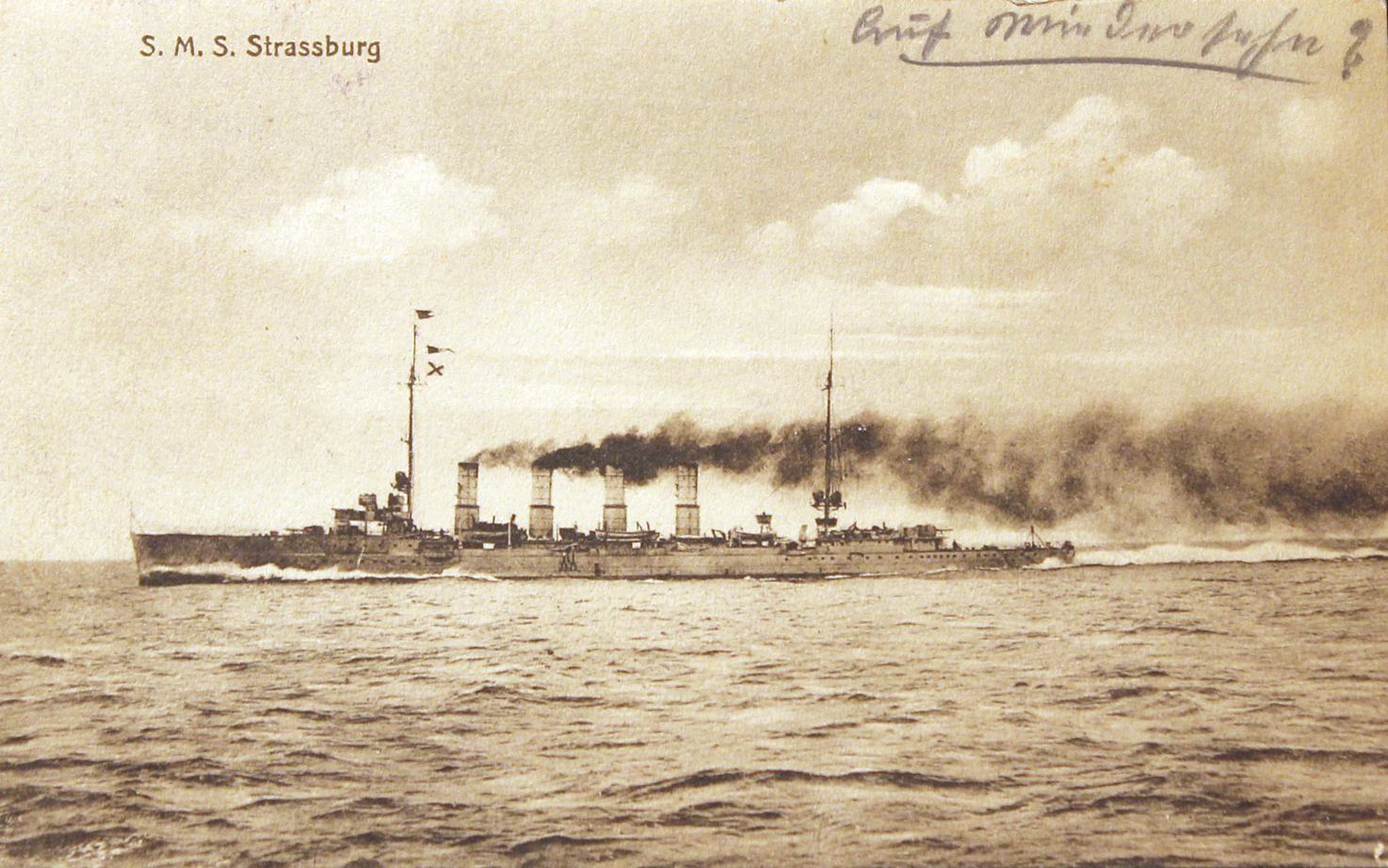
SMS Strassburg

«Страссбург» построен на военно-морской верфи Вильгельмсхафена. Заложен в 1910 г., спущен 24 августа 1911 года, вошёл в состав флота 9 октября 1912 года. В 1913—1914 годах — заграничное плавание.
В начале войны крейсер входил в состав Флота Открытого моря.
Крейсер 28 августа 1914 года принял участие в Гельголандском сражении.
В декабре 1914 года крейсер участвовал в рейде на Скарборо, Хартлпул и Уитби.
В марте 1915 года переведен на Балтику, принял участие в обстреле Паланги.
8 августа 1915 года участвовал в форсировании Ирбенского пролива.
Осенью 1917 года участвовал в операции по захвату Моонзундских островов.
После окончания войны был передан в Шербуре Италии и переименован в «Таранто». После капитуляции Италии захвачен немцами, но дважды потоплен авиацией союзников. После войны поднят и разделан на металл.

### Штральзунд

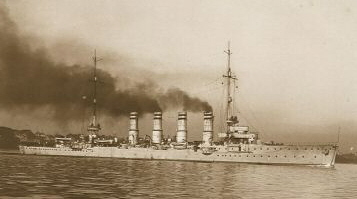
SMS Stralsund

«Штральзунд» построен на заводе «Везер» (Бремен). Заложен в 1910 году, спущен 4 ноября 1911 года, вошёл в состав флота 10 декабря 1912 года. 28.8.1914 «Штральзунд» получил лёгкие повреждения в бою в Гельголандской бухте. Участвовал в рейде на Ярмут, в рейде на Хартлпул. В 1916 году крейсер получил семь 150-мм орудий, два из которых были установлены линейно-возвышенно на корме. Бортовой залп составил пять орудий. Так же на нём были установлены две 88-мм зенитки.
После окончания войны корабль передан Франции (3.8.1920), и он был переименован в «Мюлуз». После ремонта переведён в резерв и в 1935 разделан на металл.

## Оценка проекта
По сочетанию тактико-технических характеристик на момент появления крейсера не имели аналогов в мире и оказали существенное влияние на мировое военное судостроение в целом. Отличались хорошим бронированием, системой подводной защиты, неплохими мореходными качествами и маневренностью. Одним из недостатков был малый калибр артиллерийского вооружения, что заставило в ходе войны перевооружить крейсера 150-мм орудиями.
Сравнение германских кораблей с британскими Таунами одних лет постройки показывает, что немцы превзошли англичан как в мощности машин, так и в ходовых качествах, немецкие малые броненосные крейсера обходили британский аналог примерно на два узла.
| Сравнительные ТТХ турбинных крейсеров | |                                    |                                         |                                        |                                                                  |                                                                        |
| Характеристики                        | «Тикума» | «Адмирал Шпаун»                    | «Эктив»                                 | «Веймут»                               | «Кольберг»                                                       | «Магдебург»                                                            |
| Год закладки                          | 1909 | 1908                               | 1910                                    | 1910                                   | 1907                                                             | 1910                                                                   |
| Год ввода в строй                     | 1912 | 1910                               | 1911                                    | 1911                                   | 1909                                                             | 1912                                                                   |
| Размерения, м (Д×Ш×О)                 | 144,8×14,2×5,1 | 130,6×12,8×5,3                     | 123,8×12,6×4,7                          | 138,1×14,8×4,82                        | 130×14×5,36                                                      | 138,7×13,5×5,1                                                         |
| Водоизмещение, т                      | 5080 | 3500                               | 3495                                    | 5334                                   | 4362                                                             | 4570                                                                   |
| Вооружение                            | 8 — 15,2-см, 4 — 8-см, ТА 3×1 — 45-см                                                                                  | 7 — 10-см, 1 — 4,7-см              | 10 — 102-мм, 4 — 47-мм, ТА 2×1 — 450-мм | 8 — 152-мм, 4 — 47-мм, ТА 2×1 — 533-мм | 12 — 10,5-см, 4 — 5,2-см, ТА 2×1 — 45-см                         | 12 — 10,5-см, ТА 2×1 — 50-см                                           |
| Бронирование, мм                      | Палуба — 57-38, пояс — 89-50, рубка — 102 (Палуба — 22, борт в районе торпедного отсека — 89, скосы — 57, рубка — 102) | Палуба — 20, пояс — 60, рубка — 50 | Палуба — 25, рубка — 102                | Палуба — 51 — 19, рубка — 102          | Палуба — 20 — 40, скосы — 50 — 80, щиты орудий — 50, рубка — 100 | Палуба — 20 — 40, скосы — 40, пояс — 60, щиты орудий — 50, рубка — 100 |
| Энергетическая установка, л. с.       | ПТ, 22 500 | ПТ, 25 130                         | ПТ, 18 000                              | ПТ, 22 000                             | ПТ, 19 000                                                       | ПТ, 25 000                                                             |
| Дальность плавания, морские мили      | 10 000 на 10 узлах 5000 на 16 узлах                                                                                    | 4200 на 10 узлах                   |                                         | 5600 на 10 узлах                       | 3500 на 14 узлах                                                 | 5820 на 12 узлах                                                       |
| Проектная скорость, узлов             | 26 |                                    | 25                                      | 25                                     | 25,5                                                             | 27                                                                     |
| Максимальная скорость, узлов          | 26,79 — 27,14 | 27,01                              | 25,1 — 25,9                             | 25,6 — 26,0                            | 26,3 — 26,8                                                      | 27,5 — 28,2                                                            |

## Использованная литература и источники
1. ↑  Цветков И. Ф. Гвардейский крейсер «Красный Кавказ» Ленинград. Судостроение. 1990 г. стр. 20
2. 1 2 3 4 5  Gröner. Band 1. — S.135
3. ↑  «Грет-Истерн» // Военная энциклопедия : [в 18 т.] / под ред. В. Ф. Новицкого … [и др.]. — СПб. ; [М.] : Тип. т-ва И. Д. Сытина, 1911—1915.
4. ↑  В. Кофман. ПРЯМЫЕ НАСЛЕДНИКИ ПО ИМЕНИ // Моделист-Конструктор. — М.: ЗАО «Редакция Моделист-Конструктор», 2009. — № 06. — С. 32—34. — ISSN 0131-2243. Архивировано 4 декабря 2014 года.
5. 1 2 3 4 5  Крейсера, 2015, с. 204.
6. ↑  Germany 10.5 cm/45 (4.1") SK L/45. Дата обращения: 28 ноября 2014. Архивировано 1 сентября 2016 года.
7. ↑  Gröner. Band 1. — S.136
8. 1 2  Erwin Strohbusch, 1981, S. 93.
9. ↑  Справочник по корабельному составу, 1996.
10. ↑  Conway's, 1906—1921. — P.237
11. ↑  Conway's, 1906—1921. — P.336
12. ↑  Conway's, 1906—1921. — P.53
13. ↑  Conway's, 1906—1921. — P.52
14. ↑  Gröner. Band 1. — S.134
15. 1 2  Лакруа и Уэллс, 1997, p. 788.
16. ↑  Архив Хираги. Дата обращения: 17 января 2022. Архивировано 17 января 2022 года.
17. ↑  Лакруа и Уэллс, 1997, p. 789.